# Deborah Acheampong
Deborah Acheampong (* 1. Oktober 2002) ist eine ghanaische Leichtathletin, die sich auf den Sprint spezialisiert hat. Mit der ghanaischen 4-mal-100-Meter-Staffel wurde sie 2024 in Douala Vizeafrikameisterin.

## Sportliche Laufbahn
Erste internationale Erfahrungen sammelte Deborah Acheampong, die ein Studium an der West Texas A&M University in den Vereinigten Staaten absolviert, bei den Leichtathletik-Afrikameisterschaften 2024 in Douala, bei denen sie mit der ghanaischen 4-mal-100-Meter-Staffel in 43,61 s gemeinsam mit Mary Boakye, Anita Afrifa und Halutie Hor die Silbermedaille hinter dem nigerianischen Team gewann. Zudem schied sie mit 11,73 s im Halbfinale im 100-Meter-Lauf aus.

## Persönliche Bestzeiten
- 100 Meter: 11,29 s (+1,6 m/s), 5. April 2024 in Canyon
  - 60 Meter (Halle): 7,54 s, 13. Januar 2024 in Lubbock